# Kritická teorie

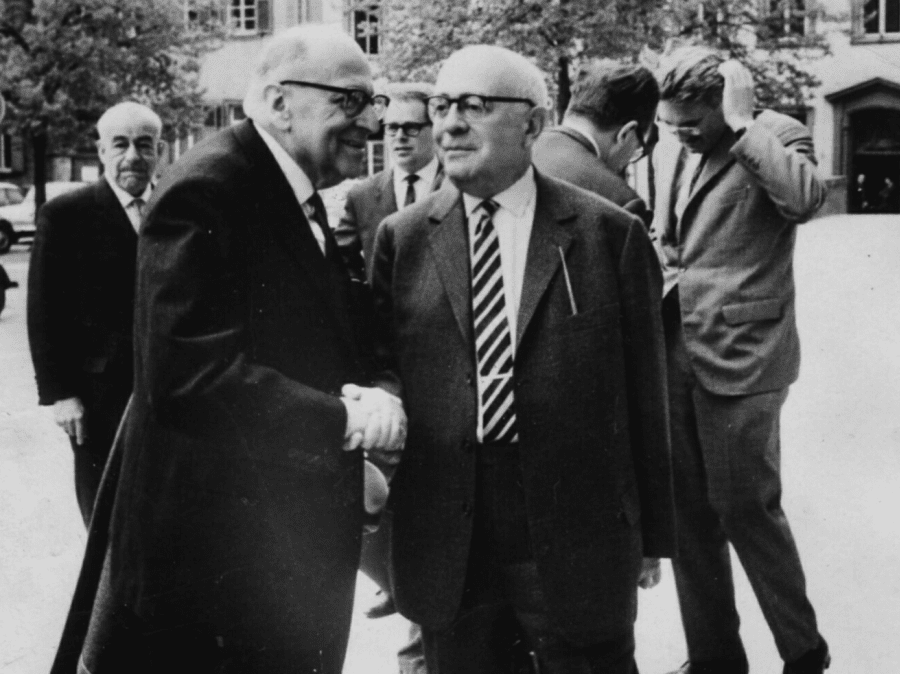
Horkheimer, Adorno a (v pozadí) Habermas (1965 v Heidelbergu)

Kritická teorie je souhrnné označení pro různé emancipační proudy filosofie, literární vědy a dalších společenských věd ve 20. století. Všem je společná kritika moderní společnosti i kultury, obvykle opřená o formu marxismu. Pozornost je věnovaná psychoanalýze a má tendenci ke společenské praxi. Jejím cílem má být zejména:
- emancipace člověka od společenských tlaků,
- odhalování a demystifikace ideologických argumentů konservativních obhájců kapitalismu a liberalismu,
- příprava radikálních společenských změn.

Kritická teorie chce využívat vysvětlující úlohu věd, stanovit normativní cíle a přispívat k jejich prosazování ve společnosti, ke společenským změnám. Hlavními oblastmi jsou sociální a politická filosofie a literární věda, které se však od sedmdesátých let 20. století různě překrývají.

## Předchůdci
Mezi důležité zdroje kritické teorie patří zejména:
- Jean-Jacques Rousseau kritikou společnosti, v níž „člověk se rodí svobodný, ale všude žije v okovech“;
- Immanuel Kant svým pojetím autonomie člověka a racionální kritiky jako prostředku k jeho osvobození;
- Georg Wilhelm Friedrich Hegel pojetím světa jako dějinné dialektiky;
- Karl Marx metodou historického materialismu a odhalování mocenských zájmů;
- Sigmund Freud metodou odhalování falešného vědomí.

Mezi bezprostřední předchůdce patří například maďarský literární vědec György Lukács, italský filosof a politik Antonio Gramsci, německý literární vědec Walter Benjamin a další.

## Frankfurtská škola
Pojem kritická teorie se užívá v užším a v širším smyslu. V užším smyslu jde o koncept společenské kritiky, který od založení „Ústavu pro společenský výzkum“ ve Frankfurtu (Institut für Sozialforschung) roku 1931 rozvíjela takzvaná Frankfurtská škola (Max Horkheimer, Theodor Adorno) a její pokračovatelé, například Herbert Marcuse a Jürgen Habermas. Jejím cílem podle Horkheimera je „vysvobodit lidské bytosti z okolností, jež je zotročují“. Působila hlavně v Německu a za druhé světové války v americkém exilu. Po válce se její vliv rozšířil v celé západní Evropě a od 60. let i v USA.
Předválečná kritická teorie se netajila svými sympatiemi k radikální politické levici a často kritizovala pokryteckou povahu liberální demokracie. Děsivá zkušenost s nacismem ji v tom zdánlivě podpořila, zároveň však také upozornila, že hodnoty svobody nejsou tak samozřejmé, jak se dříve zdálo. Teprve odhalení zločinů komunistických režimů a rozpad Sovětského svazu však vedly k tomu, že si začala více vážit hodnot politické svobody a demokracie. Už od sedmdesátých let věnují představitelé kritických teorií stále větší pozornost „skutečné demokracii“, kterou nyní chápou jako uspořádání, v němž „všechny společenské podmínky, jež jsou v lidských rukou, musí záviset na reálném souhlasu všech“. S tím pak úzce souvisí i koncept „komunikativního jednání“ a „diskurzivní etiky“, jak ji spolu s K.-O. Apelem (1922–2017) vypracoval J. Habermas.
Důležitým společným rysem kritických teorií je jejich normativnost, a tedy odmítání všech forem skepse a relativismu. Módní relativistická skepse je konec konců jen pohodlnou rezignací salonních filosofů na vlastní odpovědnost, a tedy i na vlastní svobodu. Jakkoli je každé lidské poznání omezené a nejisté, jakkoli potřebuje kritiku, svobodný člověk má a musí jednat, a to na základě norem, které obstály v diskusi, z níž nikdo nebyl vyloučen. Protože jednou z nich je i přesvědčení o lidské rovnosti, jsou kritické teorie zároveň univerzalistické a odmítají všechny formy společenské separace a diskriminace.
Mezi nejvýznamnější představitele třetí generace kritické teorie patří Axel Honneth (Frankfurt nad Mohanem), Nancy Fraser (New York), Iris Marion Young (Chicago), Alessandro Ferrara (Řím) či Robert Fine (Warwick).

### Hlavní představitelé
- Theodor W. Adorno
- Walter Benjamin
- Erich Fromm (zhruba do 1940)
- Jürgen Habermas
- Axel Honneth
- Max Horkheimer
- Herbert Marcuse
- Franz Leopold Neumann

## Širší souvislosti
Množství významných myslitelů 20. století bylo buď přímo ovlivněno Kritickou teorií, anebo dospěli k podobným názorům samostatně. Patří sem například Jean Baudrillard, Roland Barthes, Jacques Derrida, Michel Foucault, Anthony Giddens, Jacques Lacan a další. Z českých filosofů byl kritické teorii blízko Karel Kosík.
Kritická teorie, její východiska a metody, měly značný vliv i na další emancipační hnutí 20. století, jako byl odpor proti kolonialismu, proti rasové diskriminaci nebo třeba feministické hnutí. Její společenské působení vyvrcholilo ve studentských bouřích roku 1968. Také tak zvaná hlubinná ekologie nese jisté stopy tohoto vlivu.